# Joan Clapés i Corbera
Joan Clapés i Corbera (Sant Andreu de Palomar, Barcelona, 18 de gener de 1872 - Barcelona, 7 de juliol de 1939) va ser sacerdot i escriptor.
Va escriure poesia que fou premiada a diferents Jocs Florals i llibres de pensament religiós, històric, etc. però sobretot destaca per la seva tasca d'historiador de Sant Andreu de Palomar. En aquest sentit, fou la primera persona que s'interessà per la història de Sant Andreu.
La seva obra cabdal són les Fulles històriques de Sant Andreu de Palomar (1931). Consta de nou volums i és el llibre fonamental per a qualsevol persona que vulgui apropar-se a la història de l'antic municipi i els seus veïns.

## Biografia
Joan Clapés era fill d’una família modesta d'origen pagès que tenia cinc fills on el pare treballava en una fàbrica de teixits del Poblenou (Barcelona). Cursà estudis lliures a l’Escola Normal de Mestres. L’any 1898 ingressà al Seminari de Barcelona i va rebre l’ordenació sacerdotal al mes de juny de 1904. Tot i que el 26 de juny d'aquell any celebrà la primera missa a la parròquia de Sant Andreu de Palomar, fou autoritzat a no seguir carrera parroquial atenent les seves afeccions literàries i de recerca d’arxius que venia practicant de feia anys.
Activista contra l'agregació a Barcelona de Sant Andreu de Palomar, després que l'any 1902 fou desestimat el recurs contenciós administratiu que els prohoms del poble hi havien presentat, decidí continuar lluitant per la dignitat del seu poble de naixença, i ho feu des de l’estudi historiogràfic.
El 1900 escriví el seu primer llibre, Sant Andreu de Palomar, dedicat íntegrament al seu poble. És escrit en un català prenormatiu, i s'hi descriu l’àmbit geogràfic i natural, la història i les biografies dels andreuencs més il·lustres. Va continuar publicant escrits diversos fins que entre els anys 1930 i 1931 veié la llum la seva gran obra bibliogràfica, Fulles Històriques de Sant Andreu de Palomar.
També va ser l’organitzador dels Pomells de Joventut, dels Jocs Florals de la Llengua Catalana a Sant Andreu de Palomar, a més d’autor de diversos llibres de poemes, de temàtica religiosa i de genealogia.
Va fer de periodista i redactor en diverses revistes de l’època, moltes de vinculades al Centre Popular Catalanista, entitat estretament lligada amb els homes de la Lliga Regionalista. Va publicar la revista Vida Autònoma, després el mensual Autonomia que es convertí en l’òrgan difusor de les idees autonomistes. En els primers números de la revista apareixien les principals demandes de les Bases de Manresa del 1892.
Entre 1922 i 1924 dirigí la revista mensual Flamell i l'any 1932 fundà i dirigí una revista per a noies, Acció Feminal de Sant Andreu de Palomar, òrgan d'una associació del mateix nom. En aquest butlletí les dones mai no signaven els articles tot i ser una revista per a dones. La guerra civil va ser una de les causes del tancament definitiu de l’entitat i del seu butlletí el 1936.
Clapés va ser l'impulsor i conservador de la biblioteca-museu de la parròquia de Sant Andreu de Palomar que va ser cremada arran dels fets de la Setmana Tràgica del juliol del 1909.
Va fundar i exercí de mestre en una escola que es trobava allotjada a la casa familiar, situada al carrer de Santa Marta de Sant Andreu, que va funcionar des de l’any 1905 fins al 1925, any en què fou clausurada per la dictadura de Primo de Rivera per la seva catalanitat. Era una escola només per a nois.
La classe dels nois grans era la mateixa que en acabar les ensenyances s'utilitzava com a biblioteca pública que fou inaugurada el novembre del 1913 i, com l'escola, va ser tancada el 1925. Posteriorment, i ja durant la República, donà mobiliari i part del fons bibliogràfic a la naixent biblioteca pública Ignasi Iglésias.
Durant el temps de la República en guerra, mossèn Joan Clapés hagué de viure amagat, primer en un indret de Pedralbes i després en una casa d’Horta, des d’on, i sense ser descobert, oficiava clandestinament celebracions litúrgiques.
En acabar la guerra va tornar a casa seva al carrer Santa Marta, i molts veïns, entre els quals hi havia Miquel Vinyes i Govern —expresident de l'Ateneu de Sant Andreu i veí del carrer— li van tornar els llibres i documents saquejats durant l’esclat revolucionari del juliol del 1936.
Va morir el 7 de juliol de 1939 en el seu poble natal a causa d'un accident vascular encefàlic.

## Obra
- Fulles històriques de Sant Andreu de Palomar (1931)

Obres presentades als Jocs Florals de Barcelona
| - La Redempció. Rimes sacres (1920) - Catalunya passa (1921) - El Romiatge de la Lluna dins la nit (1921) - Poema de l'Esperit (1921) - Salm de Remembrança (1921) - Perfum eglogal (1921, 1923 i 1924) - Oh, nebodet (1923) (3r accèssit a la Flor Natural) - Estampes de la Mare de Déu (1923) - Salms del esperit (1923) - Enfilall d'epigrames (1923) - Penjarell saborós (1923) - L'oració de la Pàtria (1923) - Somni o visió del pensament vagant (1923) - Ramell de Madrigals (1923) - Clams del esperit (1924) - La Pau de la tarda (1924) - Poema del fi de la vida (1924) - Balades de la Pàtria (1924) - A la Mare de Déu de Monserrat (1924) - Visió del Montseny (1924 i 1926) - L'Enyor (1924 i 1932) | - El Càntic Pairal (1924, 1926, 1927, 1930 i 1932) - Rajoles Blaves (1924, 1930 i 1932) - Idil·li en l'albada (1926) - Càntics espirituals (1926) - Cant al vent (1926 i 1930) - Simfonies (1927) - Cançons. Díptic (1927) - Ramell (1927 i 1930) - Estampa ciutadana (1930 i 1932) - Tres cançons (1930 i 1933) - Del gaudi en la benaventurança (1930 i 1933) - Els Jocs Florals i la poesia a Catalunya fins al 1900 (1931) - Infantines (1932) - D'on ve tanta claredat? (1932) - Joiell d'elogis (1932) - Càntics a la llum (1932 i 1933) - Calcomanies (1933) - De l'esperit (1933) - Elogis (1933) - El càntic nou. Catalunya eterna (1933) |